# Dolichopus duplicatus
Dolichopus duplicatus är en tvåvingeart som beskrevs av Aldrich 1893. Dolichopus duplicatus ingår i släktet Dolichopus och familjen styltflugor. Inga underarter finns listade i Catalogue of Life.